# Gibeau Orange Julep

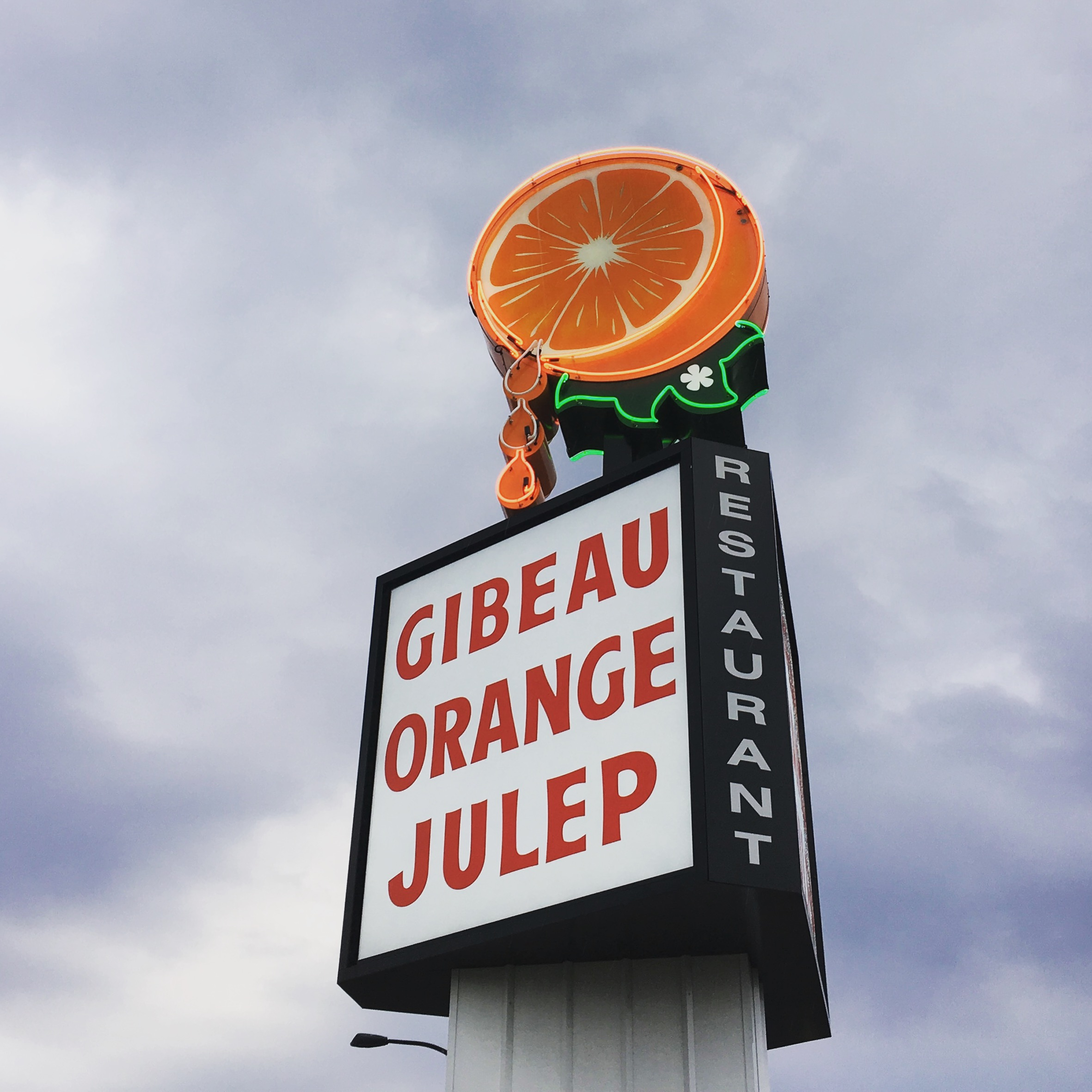

Gibeau Orange Julep est une entreprise québécoise (canadienne) dans le secteur de l'alimentation, basée à Montréal. Son bâtiment, situé au 7700, boulevard Décarie, angle rue Paré, est un roadside attraction a la forme d'une immense orange d'environ 12,1 mètres de diamètre (40 pieds). On y sert des aliments de type fast-food. Sa spécialité, l'Orange Julep, est un mélange de jus semblable à l'Orange Julius.
Le restaurant est ouvert 24 heures par jour l'été.

## Histoire
En 1932, Hermas Gibeau a ouvert son premier magasin de détail sur le boulevard Saint-Laurent près de Port de Montréal pour vendre son jus d'orange de marque Gibeau Orange Julep, qui était semblable, mais pas identique au jus Orange Julius,. Hermas commence sa pratique consistant à façonner ses points de vente comme des oranges géantes. 
À l'hiver 1933, il construit un kiosque en forme d'orange de 3,35 mètres qu'il implante sur la rue Sherbrooke Est. Cet emplacement est ensuite remplacé par un restaurant à service complet, qui n'a pas la forme d'une orange, qui a été fermé et démoli en 2009,.

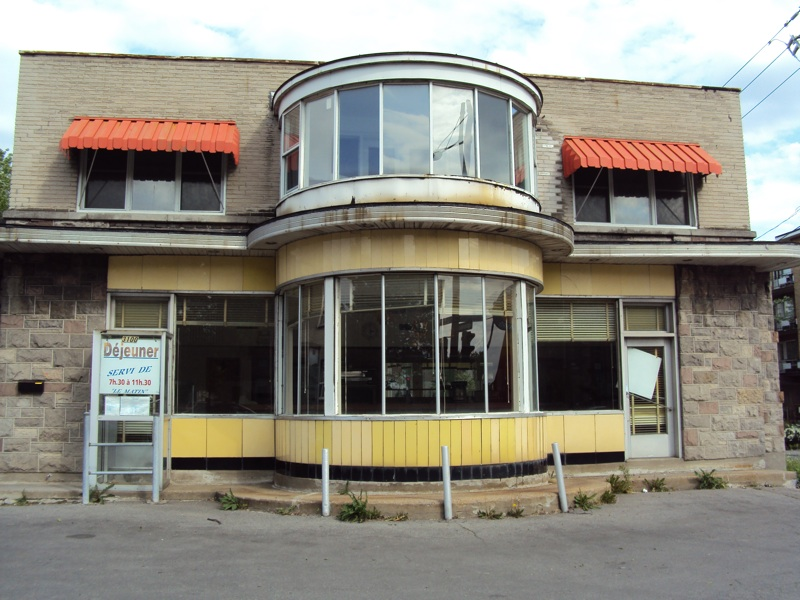
Restaurant Orange Julep de Montréal (rue Sherbrooke) avant sa démolition (20 mai 2010)

Au cours des années suivantes, Gibeau implante quinze de ces Oranges à travers la vallée du fleuve Saint-Laurent du Québec et en Ontario. La Seconde Guerre mondiale a mis fin à tout espoir d’expansion, tout en réduisant ses positions d’ Orange Julep à quelques-unes seulement à Montréal, y compris le parc d’attractions Belmont.
En 1945, Gibeau construit une sphère orange en ciment de deux étages pour héberger son restaurant sur le boulevard Décarie. Gibeau aurait eu l'intention d'y vivre avec son épouse et ses enfants.
Le restaurant est reconstruit plus grand et plus loin du boulevard quand celui-ci est élargi pour devenir l'autoroute Décarie en 1966. L'extérieur est composé de pièces de plastique commandées à un fabricant de piscines local.
À une certaine époque, l'établissement était connu pour ses serveuses en patins à roulettes, mais aujourd'hui, les clients commandent leur repas à la manière habituelle d'un lieu de restauration rapide. Des serveurs et serveuses en patins à roues alignées étaient disponibles aussi récemment qu'au début des années 2000. Le repas peut ensuite être emporté ou encore mangé à l'une des tables de pique-nique. Le restaurant est ouvert 24 heures par jour durant l'été, et ses heures sont réduites durant l'hiver.
Aujourd'hui, il accueille des amateurs de voitures et motos classiques les mercredis soir de mai à août. Le bruit des rassemblements des motos et automobiles est devenu un problème de pollution sonore à la suite du développement immobilier rapide du quartier voisin (le Triangle).
Le breuvage Gibeau Orange Julep est maintenant vendu en magasin.
L'entreprise a déjà tenu plusieurs restaurants dans la région de Montréal, plusieurs en forme d'orange géante, mais celui du boulevard Décarie à l'angle de la rue Paré est le seul qui reste. 

## Apparitions
Cette entreprise fait une apparition dans le film Horloge biologique de Ricardo Trogi, dans la série télévisée Majeurs et mariés de la CBC et dans le Bye Bye de la SRC en 2012.